# 碳-11

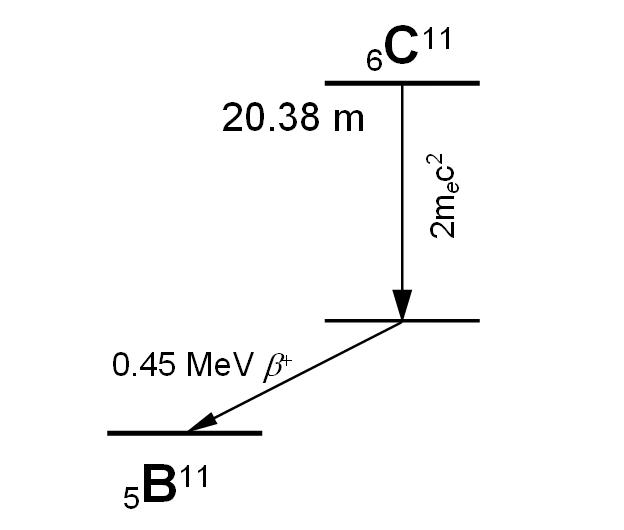
的衰變方式

碳-11或11C是碳的人造放射性同位素之一，原子核包含了6個質子和5個中子，原子核自旋是-3/2，它會透過正电子發射衰變成硼-11，半衰期是20.38 分鐘。它有 0.19–0.23% 的几率是以电子捕获衰变的。
11
C
 → 11
B
 + 
e+

 + 
ν
e
 + 0.9605 MeV
11
C
 + 
e−

 → 11
B
 + 
ν
e + 1.9825 MeV
它可以由氮-14被质子轰击而成：
14
N
 + 
p

 → 11
C
 + 4
He

碳-11 可以用作正电子断层扫描的放射性同位素。碳-11的载体包括 [11
C
]DASB 和 [11
C
]Cimbi-5。